# Slag bij Macau
De Slag bij Macau was een poging van de VOC tussen 22 en 24 juni 1622 om de Chinese stad Macau op het koninkrijk Portugal te veroveren tijdens de Nederlands-Portugese Oorlog.

## Aanloop
In het begin van de zeventiende eeuw had de Vereenigde Oostindische Compagnie enkele malen geprobeerd om handelsbetrekkingen te krijgen in het China van de Ming-dynastie. In 1602 was Jacob van Neck al door de Portugezen in Macau verslagen en drie jaar later werd Wybrand van Warwijck bij de Pescadores door de Chinezen weggestuurd. Cornelis Matelieff de Jonge trachtte in 1607 met een drietal schepen de binnenlanden van China te bereiken, maar ook ditmaal werden de Nederlanders weggestuurd.
Nadat het Twaalfjarig Bestand was afgelopen kwam Jan Pieterszoon Coen met een nieuw plan, namelijk het veroveren van Macau op de Portugezen. Naar aanleiding van de eerdere pogingen had Coen de Heren XVII geschreven dat de Nederlanders van de Chinezen "geen handel door vriendelijk verzoek verkrijgen zullen". Hij stelde Cornelis Reijersen aan als opperbevelhebber van de vloot die Macau moest veroveren. Bij Macau zou Willem Jansz zich bij hem aansluiten waarmee de totale invasiemacht 1300 man bedroeg.

## Invasie
Op 23 juni begon Reijersen met de bestorming van Macau. De schepen hadden van tevoren de batterijen van het Portugese fort in Macau onder vuur genomen en nadat deze was afgelopen begon Reijersen met de bestorming van de oostkust van Macau met 600 man. Bij de bestorming liep hij een buikschot op waarop hij het commando overdroeg aan Hans Ruffijn. Deze sneuvelde een dag later. De soldaten die Ruffijn moesten ondersteunen vluchtten na zijn dood. Bij de aanval waren aan Nederlandse zijde 136 man omgekomen, waaronder achttien officieren.

## Nasleep
Na de mislukking in Macau zeilde Reijersen naar de Pescadores en op 1 augustus begon hij daar met de bouw van een fort op het eiland Penghu. Van hieruit onderhandelde hij met de Chinezen in Xiamen, maar deze weigerden een handelsakkoord te sluiten. Hierop volgde op 2 augustus het besluit door de Secrete Raad van Indië om China de oorlog te verklaren.